# Simone Perrotta
Simone Perrotta (17. září 1977, Ashton-under-Lyne, Anglie) je bývalý italský fotbalový záložník. Devět sezón nastupoval za italský klub AS Řím a sedm let hrál za reprezentaci Itálie, se kterou vyhrál Mistrovství světa 2006.

## Klubová kariéra
Do 5 let žil s rodiči v Anglii. Ve 13 letech se přihlásil v Reggině a hrál zde za mládež do roku 1995. První utkání mezi dospělými odehrál v sezoně 1995/96. Za druholigovou Regginu hrál tři sezony a nastoupil do 77 utkání a vstřelil jednu branku.
V létě 1998 byl koupen Juventusem, jenže přes konkurenci se nedostával často na hřiště. Odehrál i jedno utkání v LM. Po roční zkušenosti u staré dámy byl prodán do Bari, kde hrál častěji a po dvou letech byl prodán do Chieva.
V Chievu odehrál za tři sezony celkem 100 utkání a vstřelil 7 branek. Pomohl týmu k 5. místu v lize v sezoně 2001/02.
V létě roku 2004 jej koupil Řím. Za vlky odehrál devět sezon a nastoupil celkem do 327 utkání a vstřelil 48 branek. Vyhrál dva italské poháry (2006/07, 2007/08) a jeden italský superpohár (2007). Ligu se mu nepodařilo vyhrát, i když v sezonách 2005/06, 2006/07, 2007/08 a 2009/10 skončili na 2. místě, vždy za Interem. V evropských pohárech došel nejdále do čtvrtfinále LM (2006/07 a 2007/08). Konec kariéry oznámil v roce 2013, ve věku 35 let.

## Přestupy
- z Juventus do Bari za 1 850 000 Euro
- z Bari do Chievo za 1 500 000 Euro
- z Chievo do Řím za 7 200 000 Euro

## Hráčská statistika
| Sezóna  | Klub     | Liga    | Liga   | Liga | Národní poháry | Národní poháry | Národní poháry | Kontinentální poháry | Kontinentální poháry | Kontinentální poháry | Celkem | Celkem |
| Sezóna  | Klub     | Soutěž  | Zápasy | Góly | Soutěž         | Zápasy         | Góly           | Soutěž               | Zápasy               | Góly                 | Zápasy | Góly   |
| ------- | -------- | ------- | ------ | ---- | -------------- | -------------- | -------------- | -------------------- | -------------------- | -------------------- | ------ | ------ |
| 1995/96 | Reggina  | Serie B | 22     | 0    | IP             | 0              | 0              | -                    | 0                    | 0                    | 22     | 0      |
| 1996/97 | Reggina  | Serie B | 29     | 0    | IP             | 1              | 0              | -                    | 0                    | 0                    | 30     | 0      |
| 1997/98 | Reggina  | Serie B | 26     | 1    | IP             | 3              | 0              | -                    | 0                    | 0                    | 29     | 1      |
| 1998/99 | Juventus | Serie A | 5+2    | 0    | IP             | 6              | 1              | LM                   | 1                    | 0                    | 14     | 1      |
| 1999    | Juventus | Serie A | 0      | 0    | IP             | 0              | 0              | Int.                 | 1                    | 0                    | 1      | 0      |
| 1999/00 | Bari     | Serie A | 31     | 1    | IP             | 1              | 0              | -                    | 0                    | 0                    | 32     | 1      |
| 2000/01 | Bari     | Serie A | 25     | 0    | IP             | 0              | 0              | -                    | 0                    | 0                    | 25     | 0      |
| 2001/02 | Chievo   | Serie A | 32     | 4    | IP             | 3              | 1              | -                    | 0                    | 0                    | 35     | 5      |
| 2002/03 | Chievo   | Serie A | 32     | 1    | IP             | 0              | 0              | UEFA                 | 2                    | 0                    | 34     | 1      |
| 2003/04 | Chievo   | Serie A | 31     | 1    | IP             | 0              | 0              | -                    | 0                    | 0                    | 31     | 1      |
| 2004/05 | Řím      | Serie A | 30     | 3    | IP             | 5              | 0              | LM                   | 4                    | 0                    | 39     | 3      |
| 2005/06 | Řím      | Serie A | 35     | 5    | IP             | 5              | 2              | UEFA                 | 7                    | 1                    | 47     | 8      |
| 2006/07 | Řím      | Serie A | 34     | 8    | IP+IS          | 7+1            | 4+0            | LM                   | 9                    | 1                    | 51     | 13     |
| 2007/08 | Řím      | Serie A | 29     | 5    | IP+IS          | 6+0            | 1              | LM                   | 6                    | 1                    | 41     | 7      |
| 2008/09 | Řím      | Serie A | 25     | 5    | IP+IS          | 1+1            | 0              | LM                   | 6                    | 0                    | 33     | 5      |
| 2009/10 | Řím      | Serie A | 32     | 5    | IP             | 3              | 0              | EL                   | 5                    | 1                    | 40     | 6      |
| 2010/11 | Řím      | Serie A | 26     | 3    | IP+IS          | 3+1            | 0              | LM                   | 6                    | 0                    | 36     | 3      |
| 2011/12 | Řím      | Serie A | 19     | 0    | IP             | 2              | 0              | EL                   | 2                    | 1                    | 23     | 1      |
| Celkem  | Celkem   | Celkem  | 481    | 44   | -              | 46             | 9              | -                    | 49                   | 5                    | 576    | 58     |

## Reprezentační kariéra
Za reprezentaci odehrál 47 utkání a vstřelil dvě branky. První utkání odehrál ve věku 25 let 20. listopadu 2002 proti Turecku (1:1). Trenér Trapattoni jej nominoval na ME 2004, kde odehrál všechna zápasy. I nový trenér Marcello Lippi jej nasazoval a nominoval jej na MS 2006, kde odehrál všechna utkání a byl nedílnou součástí základní sestavy. Hrál i ve finále, které poté slavil coby mistr světa.
Také po nástupu trenéra Donadoni, se stal součástí výběru a dostal se i do nominace na ME 2008. Zde odehrál tři utkání. Pod staro novým trenérem Lippim již často nehraje a tak jeho posledním zápasem byl proti Brazílii (0:2) 10. února 2009.

### Statistika na velkých turnajích
| Reprezentace | Rok     | Zápasy             | Zápasy | Zápasy    | Zápasy           | Zápasy           | Zápasy              |
| Reprezentace | Rok     | Fáze turnaje       | Datum  | Soupeř    | Odehraných minut | Vstřelené branky | Výsledek            |
| ------------ | ------- | ------------------ | ------ | --------- | ---------------- | ---------------- | ------------------- |
| Itálie       | ME 2004 | 1 zápas ve skupině | 14. 6. | Dánsko    | 90               | 0                | 0:0                 |
| Itálie       | ME 2004 | 2 zápas ve skupině | 18. 6. | Švédsko   | 90               | 0                | 1:1                 |
| Itálie       | ME 2004 | 3 zápas ve skupině | 22. 6. | Bulharsko | 68               | 1                | 2:1                 |
| Itálie       | MS 2006 | 1 zápas ve skupině | 12. 6. | Ghana     | 90               | 0                | 2:0                 |
| Itálie       | MS 2006 | 2 zápas ve skupině | 17. 6. | USA       | 90               | 0                | 1:1                 |
| Itálie       | MS 2006 | 3 zápas ve skupině | 22. 6. | Česko     | 90               | 0                | 2:0                 |
| Itálie       | MS 2006 | Osmifinále         | 26. 6. | Austrálie | 90               | 0                | 1:0                 |
| Itálie       | MS 2006 | Čtvrtfinále        | 30. 6. | Ukrajina  | 90               | 0                | 3:0                 |
| Itálie       | MS 2006 | Semifinále         | 4. 7.  | Německo   | 104              | 0                | 2:0 v prodl.        |
| Itálie       | MS 2006 | Finále             | 9. 7.  | Francie   | 61               | 0                | 1:1 (5:3) na (pen.) |
| Itálie       | ME 2008 | 2 zápas ve skupině | 13. 6. | Rumunsko  | 57               | 0                | 1:1                 |
| Itálie       | ME 2008 | 3 zápas ve skupině | 17. 6. | Francie   | 63               | 0                | 2:0                 |
| Itálie       | ME 2008 | Čtvrtfinále        | 22. 6. | Španělsko | 58               | 0                | 0:0 (2:4 na pen.)   |

## Úspěchy

### Klubové
- 2× vítěz italského poháru (2006/07, 2007/08)
- 1× vítěz italského superpoháru (2007)

### Reprezentace
- 1× na MS (2006 - zlato)
- 2× na ME (2004, 2008)
- 1× na ME U21 (2000 - zlato)

### Individuální
- 1x nejlepší střelec italského poháru (2006/07 - 4 branky)

### Vyznamenání
Zlatý límec za sportovní zásluhy (2006)

 Řád zásluh o Italskou republiku (2006)